# Muhammad Fakhrul Zulhazmi bin Yussof
Muhammad Fakhrul Zulhazmi Yussof (5 de março de 1991) é um futebolista bruneíno que atua como goleiro. Defende atualmente o Indera Sports Club.

## Clubes
Antes de se juntar ao DPMM FC em 2012, jogou pelo Majra, e pelo Brunei Youth. Se tornou o primeiro goleiro a marcar um gol numa partida da Brunei Premier League em 2010, enquanto jogava pelo Brunei Youth.

## Seleção nacional
Muhammad jogou internacionalmente pela seleção bruneína, tendo sua primeira oportunidade num amistoso frente à Indonésia em 26 de setembro de 2012.
Muhammad foi o goleiro titular da equipe sub-21 que venceu o Troféu Hassanal Bolkiah de 2012 em Brunei. Foi inicialmente convocado à edição de 2014, mas não entrou no elenco final por ter se confessado culpado de roubo em julho de 2014.